# Team CSC/2004
Deze pagina geeft een overzicht van de Team CSC-wielerploeg in 2004.

## Algemeen
Sponsor: CSC (ICT-bedrijf)
Algemeen manager: Bjarne Riis
Ploegleiders: Claus Lindholm, Kim Andersen, Alain Gallopin, Sean Yates, Jørgen Marcussen, Johny Weltz, Per Pedersen
Fietsmerk: Cervelo
Onderdelen: Shimano

## Renners
| Naam                 | Geboortedatum | Nationaliteit       | Ploeg 2003      |
| -------------------- | ------------- | ------------------- | --------------- |
| Kurt-Asle Arvesen    | 09-02-1975    | Noorwegen           | Team Fakta      |
| Michele Bartoli      | 27-05-1970    | Italië              | Fassa Bortolo   |
| Ivan Basso           | 26-11-1977    | Italië              | Fassa Bortolo   |
| Michael Blaudzun     | 30-04-1973    | Denemarken          |                 |
| Manuel Calvente      | 14-08-1976    | Spanje              |                 |
| Bekim Christensen    | 17-09-1973    | Denemarken          |                 |
| Thomas Bruun Eriksen | 13-02-1979    | Denemarken          |                 |
| Fabrizio Guidi       | 13-04-1972    | Italië              | Team Coast      |
| Vladimir Goesev      | 04-07-1982    | Rusland             | Neoprof         |
| Tristan Hoffman      | 01-01-1970    | Nederland           |                 |
| Frank Høj            | 04-01-1973    | Denemarken          | Team Fakta      |
| Jörg Jaksche         | 23-07-1976    | Duitsland           | O.N.C.E.        |
| Bobby Julich         | 18-11-1971    | Verenigde Staten    | Team Telekom    |
| Peter Luttenberger   | 13-12-1972    | Oostenrijk          |                 |
| Jimmi Madsen         | 04-01-1969    | Denemarken          |                 |
| Lars Michaelsen      | 13-03-1969    | Denemarken          |                 |
| Andrea Peron         | 14-08-1971    | Italië              |                 |
| Jakob Piil           | 09-03-1973    | Denemarken          |                 |
| Michael Sandstød     | 23-06-1968    | Denemarken          |                 |
| Carlos Sastre        | 23-04-1975    | Spanje              |                 |
| Andy Schleck         | 10-06-1985    | Luxemburg           | Stagiair        |
| Fränk Schleck        | 15-04-1980    | Luxemburg           |                 |
| Maximilian Sciandri  | 15-02-1967    | Verenigd Koninkrijk | Lampre          |
| Nicki Sørensen       | 14-05-1975    | Denemarken          |                 |
| Brian Bach Vandborg  | 04-12-1981    | Denemarken          | Neoprof         |
| Jens Voigt           | 17-09-1971    | Duitsland           | Crédit Agricole |

## Overwinningen
| Ronde van de Middellandse Zee 5e etappe: Jörg Jaksche Eindklassement: Jörg Jaksche Parijs-Nice 1e etappe: Jörg Jaksche Eindklassement: Jörg Jaksche Internationaal Wegcriterium 2e etappe: Jens Voigt 3e etappe: Jens Voigt Eindklassement: Jens Voigt Ronde van het Baskenland 5e etappe, deel A: Jens Voigt 5e etappe, deel B: Bobby Julich GP Herning Frank Høj Ronde van Beieren Eindklassement: Jens Voigt | Nationale kampioenschappen op de weg Denemarken, wegrit: Michael Blaudzun Denemarken, tijdrit: Michael Sandstød Ronde van Frankrijk 12e etappe: Ivan Basso Ronde van het Waalse Gewest 2e etappe: Fabrizio Guidi LuK Challenge Chrono Bobby Julich en Jens Voigt Ronde van Denemarken 2e etappe: Fabrizio Guidi 4e etappe: Jens Voigt Eindklassement: Kurt-Asle Arvesen Ronde van Emilia Ivan Basso |

1998 · 1999 · 2000 · 2001 · 2002 · 2003 · 2004 · 2005 · 2006 · 2007 · 2008 · 2009 · 2010 · 2011 · 2012 · 2013 · 2014 · 2015 · 2016